# Koellikerina
Koellikerina is een geslacht van neteldieren uit de  familie van de Bougainvilliidae.

## Soorten
- Koellikerina bouilloni Kawamura & Kubota, 2005
- Koellikerina constricta (Menon, 1932)
- Koellikerina diforficulata Xu & Zhang, 1978
- Koellikerina elegans (Mayer, 1900)
- Koellikerina fasciculata (Péron & Lesueur, 1810)
- Koellikerina heteronemalis Xu, Huang & Chen, 1991
- Koellikerina maasi (Browne, 1910)
- Koellikerina multicirrata (Kramp, 1928)
- Koellikerina octonemalis (Maas, 1905)
- Koellikerina ornata Kramp, 1959
- Koellikerina staurogaster Xu & Huang, 2004
- Koellikerina taiwanensis Xu, Huang & Chen, 1991